# Louis Adlon (Hotelier)

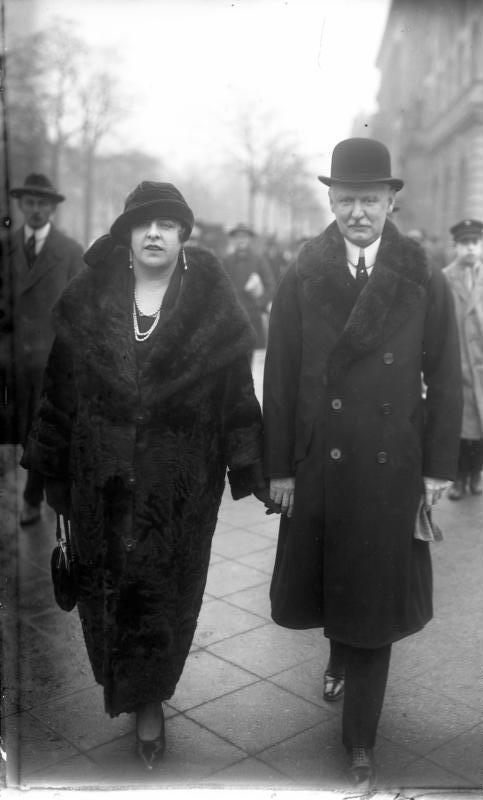
Louis Adlon mit Gattin Hedda, 1926

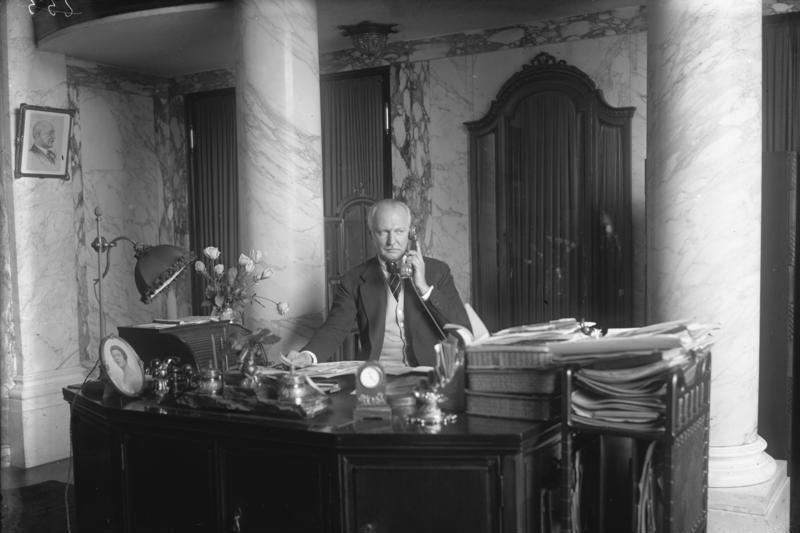
Louis Adlon an seinem Schreibtisch, 1932

Louis Adlon (eigentlich Ludwig Anton Adlon; * 3. Oktober 1874 in Mainz; † 7. Mai 1945 in Falkensee) war ein deutscher Hotelier.

## Leben
Louis Adlon wurde als zweites von drei Kindern von Lorenz Adlon und dessen Frau Susanne, geb. Wannsiedel, geboren. Sein Vater ließ das Berliner Luxushotel Adlon erbauen, das 1907 eröffnet wurde. Nach dem Tod seines Vaters übernahm Louis 1921 das Hotel und führte es bis an sein Lebensende.
Unter seiner Führung und der seiner zweiten Ehefrau Hedda Adlon wurde es in den Goldenen Zwanzigern zum Mythos und Anlaufpunkt für viele internationale Gäste wie Marlene Dietrich, Josephine Baker, Thomas Mann und Charlie Chaplin.
Mit der „Machtergreifung“ der Nationalsozialisten wurden diese jedoch immer weniger. Im Dezember 1939 beantragte er die Aufnahme in die NSDAP und wurde zum 1. Februar 1940 aufgenommen (Mitgliedsnummer 7.463.047). Seine zweite Ehefrau Hedda wurde ebenfalls Mitglied. Das Hotel überstand den Luftkrieg und die Schlacht um Berlin im April 1945.
In Berlin wurde Adlon nach der Kapitulation vom sowjetischen Militär verhört. Kurz darauf verstarb er. Seine Frau Hedda fand die Leiche und sorgte zunächst für eine provisorische Beerdigung. Später wurde er auf dem Alten Domfriedhof St. Hedwig in Berlin begraben. Hedda Adlon verstarb 1967.
Kurz nach Kriegsende brannte das Adlon, während es von Rotarmisten geplündert wurde, fast vollständig aus. So stand es als Ruine bis 1952 und wurde dann bis auf einen Seitenflügel abgerissen, der 1984 gesprengt wurde. Von 1995 bis 1997 wurde das Adlon neu gebaut.
In dem Fernsehfilm Das Adlon. Eine Familiensaga wurde er von Heino Ferch dargestellt.

## Familie
Mit seiner ersten Ehefrau Tilly hatte Louis fünf Kinder. Nach fast 15 Jahren Ehe ließ er sich scheiden und heiratete am 23. November 1922 die Deutsch-Amerikanerin Hedwig Burger, geborene Seithen (1889–1967) genannt Hedda. Tilly zog mit ihrer Tochter Elisabeth nach Süddeutschland, während die anderen Kinder Susanne (Mutter von Percy Adlon und Thomas Meyerhöfer, Großmutter von Felix Adlon), Lorenz und die Zwillinge Carl und Louis junior aufs Internat geschickt wurden. Die letzteren drei wanderten später nach Amerika aus.
Auf einem Grundstück in Neu Fahrland, das seine zweite Frau geerbt hatte, ließ Adlon die Villa Adlon erbauen.